# Phänomenologie des Geistes
Die Phänomenologie des Geistes ist das 1807 veröffentlichte erste Hauptwerk des Philosophen Georg Wilhelm Friedrich Hegel. Es stellt den Ersten Theil seines Systems der Wissenschaft dar. Der „Phänomenologie“ sollte sich die Darstellung der „Realen Wissenschaften“ anschließen – die „Philosophie der Natur“ und die des „Geistes“.

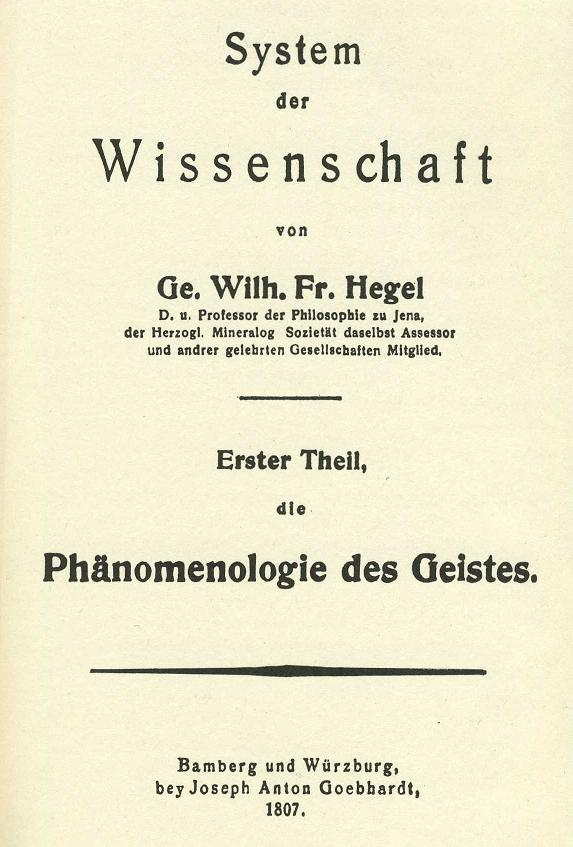
Titelblatt, 1807

Hegel entwickelt in dieser Wissenschaft von den Erscheinungsweisen des Geistes das Emporsteigen des Geistes von der einfachen, naiven Wahrnehmung über das Bewusstsein, das Selbstbewusstsein, die Vernunft, Geist und Geschichte, die Offenbarung bis hin zum absoluten Wissen des Weltgeistes. Dabei untersucht er das Werden der Wissenschaft als Einheit von Inhalt und Methode sowie die Erscheinungen des Geistes als Verwirklichung unseres Selbst, als Einheit von Sein und Nichts ebenso wie als absolute Ganzheit. Ort der Wahrheit ist dabei der Begriff im wissenschaftlichen System und nicht die Anschauung. Die Erkenntnis der Wahrheit liegt in der Einsicht, dass die Gegensätzlichkeit von Subjekt und Objekt dialektisch auf einem höheren Niveau aufgehoben wird, da das eine nicht ohne das andere existiert, beide also eine Einheit bilden.
Das Werk setzt sich sowohl mit erkenntnistheoretischen als auch ethischen und geschichtsphilosophischen Grundfragen auseinander. Von besonderer Bedeutung ist die Rezeption des Kapitels über das Selbstbewusstsein, das die dialektische Betrachtung von Herrschaft und Knechtschaft enthält und ein wesentlicher Ausgangspunkt für Marx’ Beschäftigung mit der Analyse der Klassenverhältnisse in der bürgerlichen Gesellschaft war.
Die Phänomenologie des Geistes gilt als das erste typische Werk Hegels, auf das er später auch immer wieder Bezug nimmt. Hegel versucht hier, alle wichtigen Themen, die ihn zuvor beschäftigten, systematisch auszuarbeiten. Er setzt sich darin mit den Positionen auseinander, die den damaligen philosophischen Diskurs beherrschten: Immanuel Kants Dualismus, das Unmittelbarkeitsdenken Jacobis und die Identitätsphilosophie Schellings. Das Werk wurde von Hegel zunächst als eine systematische Einführung in sein philosophisches System konzipiert. Die ersten drei Teile (Bewusstsein, Selbstbewusstsein, Vernunft) wurden von ihm später in abgekürzter Form, als das zweite Moment des subjektiven Geistes, in das System der Enzyklopädie (1817) aufgenommen.
1812 veröffentlichte Hegel die Wissenschaft der Logik, die sich in der Vorrede auf die Phänomenologie bezieht. In der Enzyklopädie der philosophischen Wissenschaften (zuerst 1817 erschienen) arbeitete er viele ihrer Fragestellungen in die „Wissenschaft des Geistes“ ein.

## Inhaltlicher Überblick
Einen Überblick bietet das Inhaltsverzeichnis. Bereits die erste Auflage hatte zwei Inhaltsgliederungen, ursprünglich I-VII sowie später von Hegel hinzugefügt A-C, DD.
- Vorrede

Das Programm der Phänomenologie wird dargestellt.
- Einleitung

Was heißt Erkennen?
- I. Die sinnliche Gewissheit; oder das Diese und das Meinen / (A.) Bewusstsein
- II. Die Wahrnehmung; oder das Ding, und die Täuschung / (A.) Bewusstsein
- III. Kraft und Verstand, Erscheinung und übersinnliche Welt / (A.) Bewusstsein

Bewusstsein: Seine Stufen sind sinnliche Gewissheit, Wahrnehmung und Verstand.
- IV. Die Wahrheit der Gewissheit seiner selbst / (B.) Selbstbewusstsein

Das Selbstbewusstsein macht die Erfahrung von Selbständigkeit und Unselbständigkeit, trägt den Konflikt von Herr und Knecht aus und erlangt ein erstes Gefühl von Freiheit. Das unglückliche Bewusstsein der römischen Kaiserzeit, das in das Christentum mündet, ist die Vorstufe der Vernunft.
- V. Gewissheit und Wahrheit der Vernunft / (C.) (AA.) Vernunft

Über die Naturbeobachtung gelangt sie zu ersten Formen der Selbsterkenntnis, verwirklicht ihr Selbstbewusstsein und bildet Individualität heraus.
- VI. Der Geist / (BB.) Der Geist

Die Sittlichkeit bildet die wahre Substanz des Geistes. Als Recht ist der Geist in seiner objektiven Form. In seiner entfremdeten Form erscheint er als Bildung und Aufklärung. Die Moralität ist die reflektierte Einheit von Recht und Sittlichkeit. In ihr erscheint das Bewusstsein, dass der Geist die einzige Substanz ist, als reines Wissen.
- VII. Die Religion / (CC.) Die Religion

Im Christentum, der geoffenbarten Religion, tritt das Bewusstsein in Form der Vorstellung auf, dass Gott im Grunde Geist ist.
- VIII. Das absolute Wissen / (DD.) Das absolute Wissen

Der absolute Geist ist im Grunde nur in Form des Wissen von sich selbst und nicht von etwas ihm Äußerlichen. Der Geist ist so Subjekt und Objekt zugleich. Indem ihm dies zu Bewusstsein kommt, wird sein Wissen um sich selbst zum absoluten Wissen.

## Werbetext
Anzeige im Intelligenzblatt der Jenaer Allgemeinen Literatur-Zeitung vom 28. Oktober 1807:

„Dieser Band stellt das werdende Wissen dar. Die Phänomenologie des Geistes soll an die Stelle der psychologischen Erklärungen oder auch der abstrakten Erörterungen über die Begründung des Wissens treten. Sie betrachtet die Vorbereitung zur Wissenschaft aus einem Gesichtspunkte, wodurch sie eine neue, interessante, und die erste Wissenschaft der Philosophie ist. Sie faßt die verschiedenen Gestalten des Geistes als Stationen des Weges in sich, durch welchen er reines Wissen oder absoluter Geist wird. Es wird daher in den Hauptabteilungen dieser Wissenschaft, die wieder in mehrere zerfallen, das Bewußtsein, das Selbstbewußtsein, die beobachtende und handelnde Vernunft, der Geist selbst, als sittlicher, gebildeter und moralischer Geist, und endlich als religiöser in seinen unterschiedlichen Formen betrachtet. Der dem ersten Blick sich als Chaos darbietende Reichtum der Erscheinungen des Geistes ist in eine wissenschaftliche Ordnung gebracht, welche sich nach ihrer Notwendigkeit darstellt, in der die unvollkommenen sich auflösen und in höhere übergehen, welche ihre nächste Wahrheit sind. Die letzte Wahrheit finden sie zunächst in der Religion und dann in der Wissenschaft, also dem Resultate des Ganzen.

In der Vorrede erklärt sich der Verfasser über das, was ihm Bedürfnis der Philosophie auf ihrem jetzigen Standpunkte zu sein scheint; ferner über die Anmaßung und den Unfug der philosophischen Formeln, der gegenwärtig die Philosophie herabwürdigt, und über das, worauf es überhaupt bei ihr und ihrem Studium ankommt.

Der zweite Band wird das System der Logik als spekulativer Philosophie und der zwei übrigen Teile der Philosophie, die Wissenschaften der Natur und des Geistes enthalten.“

## Vorrede und Einleitung

### Vorrede
Die Vorrede zur Phänomenologie des Geistes ist nicht nur von großem Umfang, sondern auch inhaltlich vielschichtig. Daher sollen hier nur zentrale Gedanken dargestellt werden.

Die Vorrede beginnt mit Hegels manchen Leser sicher überraschenden Enttäuschung der üblichen Erwartung an eine Vorrede, dass sie nämlich Absichten und Ergebnisse der Forschungsarbeit des Autors skizziere und sich von allen früheren falschen Darstellungen anderer abgrenze und distanziere. Seine darüber hinausgehende Vorstellung von philosophischer Wissenschaft macht Hegel zunächst bildlich durch den Vergleich mit dem Wachstum einer Pflanze deutlich und lässt damit zugleich erfahren, was er in seiner Vorrede beabsichtigt, nämlich die schrittweise Hinführung des Lesers zu seiner ungewohnten dialektischen Denkweise, ohne die seine Wissenschaft nicht verstanden werden kann: 

„Die Knospe verschwindet in dem Hervorbrechen der Blüte, und man könnte sagen, daß jene von dieser widerlegt wird, ebenso wird durch die Frucht die Blüte für ein falsches Dasein der Pflanze erklärt, und als ihre Wahrheit tritt jene an die Stelle von dieser. Diese Formen unterscheiden sich nicht nur, sondern verdrängen sich auch als unverträglich miteinander. Aber ihre flüssige Natur macht sie zugleich zu Momenten der organischen Einheit, worin sie sich nicht nur nicht widerstreiten, sondern eins so notwendig als das andere ist, und diese gleiche Notwendigkeit macht erst das Leben des Ganzen aus.“

 Das Ganze der Wahrheit ist ohne die widersprüchlich erscheinende und sich von einem inneren Ziel her weitertreibende Entwicklung der „Teile“ auseinander nicht sinnvoll zu verstehen, ebenso ist die Wahrheit der Philosophie nur als sich entwickelnde Ganzheit scheinbar widersprüchlicher Denkweisen entwickelbar und darstellbar. Daher kann die Vorrede keine „Ergebnisse“ skizzieren und sich nicht von früheren falschen Meinungen distanzieren, sondern muss die Bewegung des Denkens selbst in seiner lebendigen Entwicklung darstellen, auch wenn die Darstellung von Meinungen, Zielen und Absichten als Voraussetzung und Anfang der Wissenschaft ihren Wert behält.

Hegel sieht sich an einem Wendepunkt des Denkens stehen, in dem ein qualitativer Sprung eintritt, nachdem die bisherigen Denkweisen sich gegenseitig erschöpft haben. Ergebnis dieses Sprungs ist jedoch noch nicht das ausentwickelte neue System der Wissenschaft, sondern zunächst ihr einfacher Begriff, der unverständlich und esoterisch wirken kann. Die gegensätzlichen philosophischen Strömungen seiner Zeit, der Kantianismus, Fichte und die Romantik, vor allem Schelling, weisen daher das Neue zunächst noch zurück: 

„Der eine Teil pocht auf den Reichtum des Materials und die Verständlichkeit, der andre verschmäht wenigstens diese und pocht auf die unmittelbare Vernünftigkeit und Göttlichkeit.“

Das Neue im Wissenschaftsverständnis Hegels gegen die formalistisch aufgefasste Substanz (A=A) oder die gefühlte Substanz ist der besondere Subjektcharakter des Absoluten.

„Es kömmt nach meiner Einsicht, welche sich durch die Darstellung des Systems selbst rechtfertigen muß, alles darauf an, das Wahre nicht als Substanz, sondern ebensosehr als Subjekt aufzufassen und auszudrücken.“

Besonders versucht Hegel den kantischen Dualismus, der damals in Deutschland vorherrschte, zu überwinden. Alle bisherigen Philosophien findet Hegel ungenügend, weil sie in gegensätzlichen Standpunkten verharren. Sie fallen in widersprüchliche Positionen auseinander und begreifen den zwischen ihnen auftretenden Widerspruch nicht als ein wesentliches Moment der Wahrheit. Sein Programm ist es, die Philosophie als Wissenschaft zu begründen. Dieser wissenschaftliche Standpunkt muss aber, so lautet Hegels Diagnose, erst gewonnen werden. So versteht er sie als eine Hinführung zur Wissenschaft oder als Wissenschaft, die sich noch in ihrem Werden befindet.

„Dies Werden der Wissenschaft überhaupt, oder des Wissens, ist es, was diese Phänomenologie des Geistes darstellt.“

Er untersucht das Bewusstsein, wie es sich unmittelbar vorfindet, um von ihm aus zum wahren oder absoluten Wissen vorzudringen. Um dies zu erreichen, muss der Geist einsehen, was das Wissen selbst ist. Das Bewusstsein, so wie es sich unmittelbar vorfindet, ist für Hegel der erscheinende Geist. Er ist der Gegenstand der Phänomenologie. Sein Grundsatz ist:

„Das Wahre ist das Ganze. Das Ganze aber ist nur das durch seine Entwicklung sich vollendende Wesen. Es ist von dem Absoluten zu sagen, dass es wesentlich Resultat, dass es erst am Ende das ist, was es in Wahrheit ist; und hierin eben besteht seine Natur, Wirkliches, Subjekt oder Sichselbstwerden zu sein.“

Hegel spielt hier auf Kants transzendentale Dialektik in dessen Kritik der reinen Vernunft an, in der die Vernunft auf die Totalität der Bedingungen des Erkennens und damit einhergehend auf das bedingte Unbedingte zielt. Seiner Prognose nach bringt es Kant nur zu einer subjektiven Reflexionsphilosophie, weil bei ihm das Unbedingte kein Gegenstand objektiv gültigen Wissens sein kann und sie dadurch, wie Hegel sagt, in einem unendlichen Gegensatz zum Absoluten bleibt. Für Hegel ist die Totalität nicht nur Gegenstand der Vernunft, kein nur übergeordnetes Prinzip, sondern die „Bewegung der Vernunft selbst in ihrer Selbsterfassung, die zugleich die Erfassung ihrer Bedingung ist.“  Er sagt also, dass Wahrheit nicht im Festhalten eines starren Ergebnisses besteht, sondern erst das Zusammenspiel des Resultats und der Entwicklung des Ganzen die Wahrheit konstituiert. Das Wahre ist für ihn nur als System wirklich und es muss allein das Geistige als das Wirkliche aussprechen. Im Wissen des Geistes um sich scheint für Hegel das Wissen seinen absoluten Standpunkt gewonnen zu haben. Nur der Geist bleibt, indem er aus sich herausgeht, zugleich in sich selbst. Um dieses Insichgehen des Geistes gewährleisten zu können und nicht in der empirischen Anschauung zu verweilen oder diese kritiklos zu übernehmen, muss Philosophie die Anstrengung des Begriffes auf sich nehmen. Die Methode dieser Wissenschaft muss in der Lage sein, die Bewegung der Sache selbst darzustellen.

### Einleitung
Gegenstand der Einleitung zur Phänomenologie des Geistes ist zuerst eine Kritik an Kants Unterscheidung zwischen den Dingen an sich und den Dingen für uns. Hegel meint, dass diese Unterscheidung uns den Weg zur Erkenntnis des Absoluten versperrt und dass sie sinnlos sei. Hegel bevorzugt einen völlig anderen Weg und zwar einen solchen, den er „Weg der Verzweiflung“ nennt. Damit meine er, dass der Philosoph den Gang des sogenannten natürlichen Selbstbewusstseins nur zu beschreiben hat, ohne sich einzumischen. Das Bewusstsein muss dabei unterschiedliche Gestalten annehmen, deren Unzulänglichkeiten es einzusehen hat und dadurch zu einer anderen Gestalt gelangen kann. Ziel dieser Bewegung sei laut Hegel der absolute Geist, wo das Bewusstsein sich endlich als Ende und Anfang seiner eigenen Bewegung begreift.

## Bewusstsein
Ausgangspunkt der Phänomenologie des Geistes ist die Transzendentalphilosophie Kants, in der die Bedingungen der Möglichkeit von Erkenntnis im Zusammenwirken von Anschauung, Verstand und Selbstbewusstsein (Synthetische Einheit der Apperzeption) untersucht werden. Hegel will nunmehr das Selbstbewusstsein nicht als von Kant lediglich Vorgegebenes betrachtet sehen, sondern seinen geschichtlichen Prozess des Werdens nachvollziehen, um hierbei den Nachweis zu führen, wie Bewusstsein zum Bewusstsein seiner selbst voranschreitet, um sich in dieser rückbezüglichen Selbstüberschreitung als Geist zu realisieren.
Der Mensch offenbart in seinem Denken nicht nur die Logik des Seins, sondern auch sein Ichsein.

Das elementarste Bewusstsein der Daseinserkenntnis ist die „sinnliche Gewissheit“. Im Laufe des gleichnamigen Kapitels versucht Hegel zu zeigen, dass, „was sie [die sinnliche Gewissheit] weiß, nur dies [...ist]: es ist; [...]“. Ausgehend von der wahrgenommenen Existenz seines reinen noch bestimmunglosen Ichs („Dieser“) und der noch bestimmunglosen Gegenstände („Dieses“), sowie deren beiden Gestaltformen des Hier und Jetzt, erkennt die sinnliche Gewissheit die Allgemeinheiten dieser an. Egal, was wir sinnlich auffassen, bleibt das Hier und Jetzt erhalten. Und „[e]in solches Einfaches, das durch Negation ist, weder dieses noch jenes, ein Nichtdieses, und ebenso gleichgültig, auch dieses wie jenes zu sein, nennen wir ein Allgemeines.“ Nachfolgend erkennt die sinnliche Gewissheit die Allgemeinheiten des Ich., sowie die Vermittlung dieser drei Allgemeinheiten. Durch die „Begierde“ erscheinen dem Subjekt die Dinge als äußere von ihm abgespaltene Wirklichkeit. Als aktiv tätiges Selbst negiert der Mensch durch sein Handeln das Dasein, und mit der Verwandlung des Daseins verändert er sich selbst. Mit diesem Nichts, der Negation in sich, ist er ein Werdender in Zeit und Geschichte. Mit der animalischen Begierde entwickelt er lediglich ein körperliches Selbstgefühl, erst insoweit sich seine Begierde nicht bloß auf einen vorgegeben konsumierbaren Gegenstand, sondern auf ein Nichtseiendes bezieht, transzendiert sein Dasein zum Selbstbewusstsein, das sich von der Befangenheit im Dasein befreien kann und zu Autonomie und Freiheit gelangt.

## Selbstbewusstsein

### Herrschaft und Knechtschaft
In der Vielzahl der Begierden, die sich gegenseitig ausschließen können, kommt der Mensch in Konflikt mit seinen Mitmenschen. Im Kampf um Anerkennung gerät der Unterlegene gegenüber dem Sieger in ein Abhängigkeitsverhältnis, das ihn in die Knechtschaft führt. Durch die Arbeit des Knechts gewinnt der Herr die Freiheit über die Natur. Doch die Arbeit des Knechts bringt eine Steigerung des Denkens, Technik, Wissenschaft und Kunst hervor und einen Fortschritt hin zu einer Idee der Freiheit, die den Knecht auf revolutionäre Art von der Abhängigkeit von seinem Gebieter befreien kann.
Die Geschichte ist ein Prozess der Arbeit und des Kampfes um Anerkennung, eine Geschichte der Dialektik von Herrschaft und Knechtschaft, die in eine Synthese von Herrschaft und Knechtschaft mündet.

## Absolutes Wissen
Das „absolute Wissen“ wird am Ende des Werkes dargestellt. Dies ist nicht etwa allumfassendes oder perfektes Wissen, in dem Sinne, dass nun nichts weiter gewusst werden kann. Das Denken ist am Ende nach Hans Friedrich Fulda eher „ein ‚Tätigkeitswissen' oder ein Wissen in der Bewegung der Reflexion, weil es nur an seinem Anderen, d. h. an Bestimmungen des Gegenstandes zum Ausdruck kommt.“ Im absoluten Wissen fallen Subjekt und Objekt zusammen. Nicht so, dass es keinen Unterschied mehr zwischen dem Bewusstsein und dem Gegenstand des Bewusstseins gäbe; sondern so, dass die Bewegung der Selbstvermittlung vollständig zu Bewusstsein tritt und sich der Geist dadurch als die Substanz oder der Grund ebendieser Vermittlung erkennt. Die Formen des absoluten Wissens bestehen als geoffenbarte Religion und Philosophie. Erst in der geoffenbarten Religion entsteht das Bewusstsein, dass Gott in Wahrheit Geist ist. „Der Inhalt des Vorstellens ist der absolute Geist“.

„Die Wissenschaft enthält sich in ihr selbst diese Notwendigkeit, der Form des reinen Begriffes sich zu entäußern, und den Übergang des Begriffs ins Bewusstsein. Denn der sich selbst wissende Geist, eben darum, dass er seinen Begriff erfasst, ist er die unmittelbare Gleichheit mit sich selbst, welche in ihrem Unterschiede die Gewißheit vom Unmittelbaren ist, oder das sinnliche Bewußtsein,– der Anfang von dem wir ausgegangen; dieses Entlassen seiner aus der Form seines Selbsts ist die höchste Freiheit und Sicherheit seines Wissens von sich.“

Der absolute Geist wird in der geoffenbarten Religion als das vorgestellt, was dem historischen Prozess zugrunde liegt. Es zeigt sich, dass es möglich ist, die Wirklichkeit als Substanz zu fassen. So geht die Religion in das absolute Wissen über. „Es stellt sich deshalb heraus, dass die als Substanz gedachte Wirklichkeit als Subjekt verstanden werden muss.“

## Standpunkt des Idealismus
Hegels Phänomenologie des Geistes ist vom Standpunkt des Idealismus vorgezeichnet, wie er in Fichtes Denken zum Ausdruck kommt, der alles Wissen auf die spontane Selbstgewissheit des absolut gesetzten Ichs (dem Selbstbewusstsein) zurückführt. Nach Fichte ist sie die erste Ursache und der absolute Grund der Welt. Allerdings bleibt von Fichtes Philosophie bei Hegel nur der Ausgangspunkt übrig: die Subjektivität. Das Absolute kann Fichte zufolge nicht erkannt, nur geglaubt werden. Auch von Schelling, für den alles außerhalb des Ich Natur ist, die wir nur anschauen, nicht aber begreifen können, setzt sich Hegel implizit ab. Der Maßstab für die Prüfung der Wahrheit des Wissens, für die Erkenntnis des Absoluten, liegt für ihn im Bewusstsein selbst – insofern ist seine Position als idealistisch zu bezeichnen.
Hegel will also das ungebildete natürliche Bewusstsein auf die Höhe der Wissenschaft heben. Wahrnehmung und Empfindung seien in ein sprachlich formuliertes Allgemeines, also auf allgemeine Begriffe zu bringen. Nur insoweit ist ihre Erfassung möglich, und hier erfahren sie ihre dialektische Bewegung. In dem von Hegel im gleichnamigen Oberkapitel als „Vernunft“ Bezeichneten wird das Denken mit dem Sein identifiziert. „Die Vernunft ist die Gewissheit des Bewusstseins, alle Realität zu sein: so spricht der Idealismus ihren Begriff aus.“ (G.W.F. Hegel: Phänomenologie des Geistes, S. 179) Der Verstand gerät in seiner Entwicklung immer wieder notwendig in Widersprüche, und der Vernunft gelingt es, dies aufzugreifen und neue Begriffe zu entfalten.
Als „Geist“ wird die „absolute Identität“ zum moralischen Selbstbewusstsein. In der christlichen Religion schließlich wird auch die „Menschwerdung des göttlichen Wesens“ in ein Allgemeines gedeutet: als Offenbarung der Einheit des menschlichen Selbstbewusstseins mit dem Göttlichen.
Kritiker der Hegelschen Dialektik wie etwa Bernhard Lakebrink verweisen u. a. darauf, dass Hegel dem Nichts zu Unrecht eine Wirkmacht zuspricht. Damit wäre das Nichts jedoch nicht das Nichts, sondern eine Form des Seins. Wollte man wirklich das Sein mit dem Nicht-Sein gleichsetzen, wäre letztlich jede Aussage und ihr Gegenteil wahr und die (Hegelsche) Wissenschaft damit am Ende.

## Ausgaben
- (1807): Erstausgabe. Bamberg/Würzburg: Verlag Joseph Anton Goebhardt (System der Wissenschaft. Erster Theil, die Phänomenologie des Geistes), Digitalisat und Volltext im Deutschen Textarchiv
- (1832, 2. Auflage 1841): Werke, Bd. 2. Hg. vom Verein der Freunde des Verewigten
- (1907, 2. Auflage 1921, 3. 1928, 4. 1937, 5. 1949, 6. 1952): Philosophische Bibliothek, Bd. 114., hg. von G. Lasson, ab 4. Auflage hg. von J. Hoffmeister, Leipzig, ab 6. Auflage Hamburg: Felix Meiner
- (1970): Theorie Werkausgabe, Bd. 3. Hg. von E. Moldenhauer und K.M. Michel, Frankfurt/M.: Suhrkamp (heute als stw603), ISBN 3-518-28203-4)
- (1970, 2. Auflage 1973): Mit einem Nachwort von Georg Lukács sowie ausgewählte Texte und Kommentar zur Rezeptionsgeschichte v. Gerhard Göhler, Frankfurt/M.: Ullstein Nr. 35505. ISBN 3-548-35055-0.
- (1980): Gesammelte Werke (historisch-kritische Ausgabe), Bd. 9., hg. von der Rheinisch-Westfälischen Akademie der Wissenschaften, Wolfgang Bonsiepen und Reinhard Heede, Hbg.: Meiner.
- (1988): Philosophische Bibliothek, Bd. 414, beruhend auf dem Text der kritischen Edition (GW 9, 1980), neu hrsg. von Hans-Friedrich Wessels und Heinrich Clairmont, ISBN 978-3-7873-0769-2.